# Pokrajina Savona
Pokrajina Savona (italijansko Provincia di Savona, izg. Provinča di Savona) je ena od štirih pokrajin, ki sestavljajo italijansko deželo Ligurija. Zavzema tudi otok Bergeggi. Meji na zahodu s pokrajino Imperia, na severu z deželo Piemont, na vzhodu z metropolitanskim mestom Genova in na jugu z Ligurskim morjem.

## Večje občine
Glavno mesto je Savona, ostale večje občine so (podatki 31.08.2007):
| Občina           | Prebivalcev |
| ---------------- | ----------- |
| Savona           | 61.766      |
| Albenga          | 25.588      |
| Varazze          | 13.840      |
| Cairo Montenotte | 13.457      |
| Finale Ligure    | 11.794      |
| Loano            | 11.419      |

## Naravne zanimivosti
V pokrajini je 64% površine pokrite z gozdovi, kar postavlja Savono na prvo mesto v Italiji, saj je povprečni državni odstotek le 29%. Gozdovi so vsi listnati; skoraj tretjina je kostanja, ostalo je hrast, bukev, javor, jesen in češnja.
Seznam zaščitenih področij v pokrajini:
- Krajinski park Beigua (Parco naturale regionale del Beigua)
- Krajinski park Bric Tana (Parco naturale regionale di Bric Tana)
- Krajinski park Piana Crixia (Parco naturale regionale di Piana Crixia)
- Naravni rezervat Gallinara (Riserva naturale regionale dell'Isola di Gallinara)
- Naravni rezervat Rio Torsero (Riserva naturale regionale di Rio Torsero)
- Naravni rezervat Bergeggi (Riserva naturale regionale di Bergeggi)

## Zgodovinske zanimivosti
V kraških jamah Toirano blizu Savone je bilo odkritih več sledi in okostij, ki se dajo baje pripisati dobi neandertalcev. Najdišče je precej bogato in dovoljuje nadaljnje preučevanje teh človečnjakov in njihovega razmerja z istodobnima pokončnim človekom in razumnim čovekom.